# إسكندر الهلسا
إسكندر الهلسا (بالإسبانية: Alejandro Hales) والمعروف باليخاندرو هلسا هو سياسي تشيلي من أصل أردني. في عام 1913 هاجر ثلة من الأردنيين إلى أمريكا الجنوبية، ثم توالت الهجرات وتوزَّعوا في العديد من بلدان أمريكا الجنوبية، وشغلوا مواقع متقدمة في ميادين السياسة والاقتصاد والعلم، وكاد أحد أبناء عشيرة الهلسة ـ الهلسا الكركية إسكندر نعمان الهلسة أن يصبح رئيسا لجمهورية تشيلي، وكان إسكندر قد أنهى دراسة الحقوق في جامعة تشيلي في العاصمة سانتياغو ومارس السياسة أيام دراسته الجامعية وانخرط في النشاط الحزبي وعين سنة 1954 وزيرا للزراعة وكان أصغر الوزراء سنا ثم عين سفيرا لتشيلي في بوليفيا ثم عاد ليمارس مهنة المحاماة في تشيلي، وفي عام 1964 عين اسكندر هلسا وزيرا للمعادن وشغل هذا المنصب مدة ست سنوات، وفي عام 1989 أصبح نقيبا للمحامين، وفي العام نفسه جرت الانتخابات لرئاسة الجمهورية وكان من أبرز المرشحين لهذا المنصب إسكندر نعمان الهلسا إلا أن المعارضة توخَّت توحيد صفوفها وتقديم مرشح وحيد فتنازل إسكندر هلسا عن الترشيح لصالح مرشح الحزب الديمقراطي المسيحي السيد"بترسيوا الون) والذي أصبح رئيسا للجمهورية وعين اسكندر وزيرا للمعادن مرة أخرى.